# Tony Duchateau
Tony Duchateau (27 januari 1955) is een voormalige Belgische atleet, die gespecialiseerd was in het speerwerpen. Hij werd driemaal Belgisch kampioen.

## Biografie
Tony Duchateau werd in 1978 voor het eerst Belgisch kampioen in het speerwerpen. In 1981 en 1983 volgden nog twee bijkomende Belgische titels.
Duchateau was aangesloten bij AC Blankenberge en stapte in 1979 over naar Olympic Brugge. In 1982 ging hij naar Vlierzele Sportief. Na zijn actieve carrière ging hij aan de slag bij verschillende clubs als speerwerptrainer. Ook trainde hij verschillende individuele atleten onder wie zijn zoon Jarne.

## Belgische kampioenschappen
| Onderdeel   | Jaar             |
| ----------- | ---------------- |
| speerwerpen | 1978, 1981, 1983 |

## Persoonlijk record
| Onderdeel   | Prestatie | Datum | Plaats |
| ----------- | --------- | ----- | ------ |
| speerwerpen | 75,88 m   | 1979  |        |

## Palmares
speerwerpen
- 1978:  BK AC - 74,40 m
- 1981:  BK AC - 70,66 m
- 1983:  BK AC - 70,02 m